# 日本海鰶
日本海鰶（学名：Nematalosa japonica）为輻鰭魚綱鲱形目鲱科海鰶屬的鱼类。分布於西太平洋區，包括中國、香港、台灣、朝鮮半島、日本、泰國、菲律賓等海域，體長可達19公分，棲息在沿海沙泥底質海域，可做為食用魚。该物种的模式产地在日本。

## 扩展阅读
維基物種上的相關：日本海鰶